# Richard Benz (Rennfahrer)

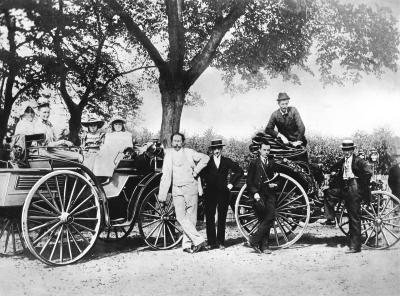
Carl Benz mit seiner Familie und dem Theodor Freiherr von Liebieg 1894

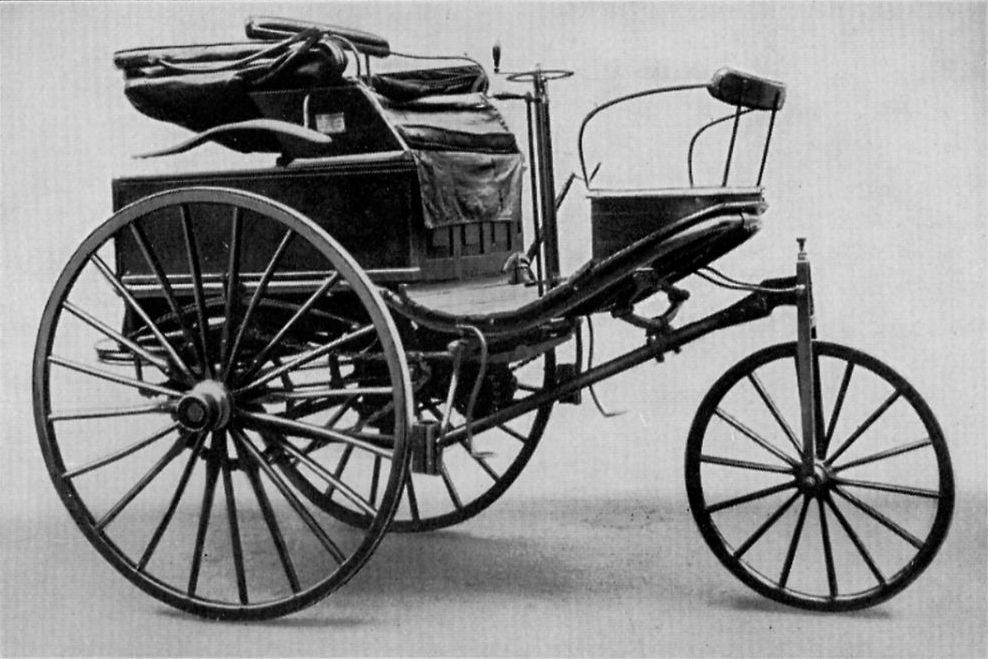
Der Benz Patent-Motorwagen Nr. 3 von 1888

Richard August Benz (* 21. Oktober 1874 in Mannheim; † 19. September 1955 in Ladenburg) war ein deutscher Industrieller und Automobilrennfahrer.

## Werdegang
Richard Benz war der zweitgeborene Sohn von Carl Benz und dessen Ehefrau Bertha. Er hatte einen älteren Bruder – Eugen Benz – und drei jüngere Schwestern.
Im August 1888 begleitete Richard Benz 13-jährig zusammen mit seinem Bruder seine Mutter bei der ersten erfolgreichen Fernfahrt mit einem Automobil, die ohne das Wissen von Carl Benz stattfand. Bertha Benz absolvierte auf einem Benz Patent-Motorwagen Nummer 3 eine 106 Kilometer lange Fahrt von Mannheim nach Pforzheim und fuhr drei Tage später über eine andere Route wieder zurück. Die Fahrt trug wesentlich zum wirtschaftlichen Erfolg von Carl Benz’ Unternehmen Benz & Cie. bei.
Richard Benz eignete sich von seinem Vater technische Kenntnissen an und lernte auch bereits in jungen Jahren das zur damaligen Zeit herausfordernde Fahren von Automobilen. Nach seinem Militärdienst absolvierte er ein technisches Studium und war in der Folge unter Leitung seines Vaters an dessen Versuchen beteiligt. Um die Wende vom 19. zum 20. Jahrhundert nahm Benz für Benz & Cie. an zahlreichen Automobilrennen teil. 1899 gewann er mit dem Familienfreund Fritz Held auf einem Benz 8 PS Rennwagen die Fernfahrt Berlin–Leipzig und im Jahr 1900 das Rennen in Frankfurt am Main. Im selben Jahr erreichte er einen Klassensieg bei der Fernfahrt Mannheim–Pforzheim–Mannheim. 1906 gelang ihm ein Klassensieg beim Bergrennen Heidelberg–Königstuhl.
1903 verließ Carl Benz die Benz & Cie., nachdem sein Geschäftspartner Julius Ganß französische Ingenieure unter der Leitung von Marius Barbarou verpflichtet hatte. Mit ihm traten auch seine beiden Söhn aus dem Unternehmen aus. Im Jahr 1904 kehrte Richard Benz nach dem Ausscheiden Barbarous als Leiter des Personenwagenbaus zu Benz zurück. Er hatte diese Funktion bis 1908 inne, gründete aber bereits 1906 zusammen mit seinem Vater und seinem Bruder in Ladenburg das Unternehmen C. Benz Söhne, das die Brüder Benz nach dem Ausscheiden des Vaters im Jahr 1912 als Komplementäre leiteten.
Bis zum Ersten Weltkrieg bot C. Benz Söhne im Wesentlichen nur ein Automodell an, das ständig weiterentwickelt wird. Nach Kriegsende wurde die Produktion mit den Vorkriegsmodellen wieder aufgenommen und 1923/24 aus Mangel an Wirtschaftlichkeit endgültig eingestellt. Danach konzentrierte sich das Unternehmen bis zur Einstellung im Jahr 2010 auf die Automobilzulieferung.
Richard Benz starb im September 1955 im Alter von 80 Jahren in Ladenburg. Kurz vor seinem Tod hatte er zusammen mit seinem Bruder Eugen stellvertretend für Carl Benz die Rudolf-Diesel-Medaille des Deutschen Instituts für Erfindungswesen erhalten.